# 大潘神
《大潘神》（The Great God Pan）是威爾士作家亚瑟·玛臣的一部中篇哥特小說，靈感來自他在威爾士看到的一個廢棄的異教神廟。《大潘神》的第一章實際上在1890年就已經在《旋風》（The Whirlwind）雜誌上刊載，亞瑟·玛臣將其擴充之後在1894年以《大潘神》的名義出版。
故事圍繞一個名叫海倫·沃恩（Helen Vaughan）的女子展開，多年來海倫·沃恩身邊一直有奇怪的事情發生，在死前她多次變形，結局顯示她是潘神的孩子。
它剛出版時因有一些色情內容而名聲不佳，1920年代開始其名聲逐漸恢復，布莱姆·斯托克、H·P·洛夫克拉夫特和斯蒂芬·金都曾受到它的影響。

## 外部連接
- The Great God Pan - 古腾堡计划
- LibriVox中的公有领域有声书《The Great God Pan》
- 列在網路推理小說資料庫中的《大潘神》